# Noisy-Rudignon
Noisy-Rudignon är en kommun i departementet Seine-et-Marne i regionen Île-de-France i norra Frankrike. Kommunen ligger i kantonen Lorrez-le-Bocage-Préaux som tillhör arrondissementet Fontainebleau. År 2022 hade Noisy-Rudignon 592 invånare.

## Befolkningsutveckling
Antalet invånare i kommunen Noisy-Rudignon
| Referens: INSEE |